# Запрора
Запрора (Zaprora silenus) — єдиний вид окунеподібних риб родини Запророві (Zaproridae). Це ендемічний представник морської іхтиофауни північної частини Тихого океану, широко поширений від Каліфорнії до тихоокеанських вод Японії.

## Опис

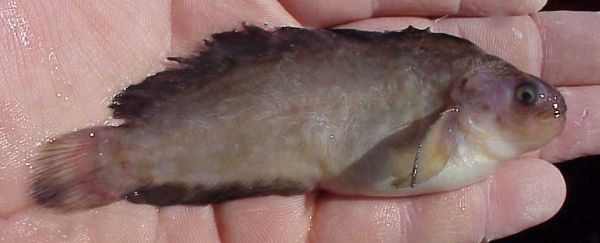
Молода особина

Тіло запрори подовжене, товсте і стисле з боків. Голова коротка, рот невеликий, із злегка висунутою вперед нижньою щелепою. У неї є один довгий спинний плавник, але черевні плавники відсутні. Забарвлення цієї риби варіює від сірої до зеленуватої на спинній стороні зі світлішим черевом. Усе тіло покрите дрібними темними, а боки голови — помаранчевими або лимонно-жовтими плямами.

## Спосіб життя
До недавнього часу про спосіб життя запрори було лише відомо, що її розміри досягають більше 1 м і 8 кг; молодь завдовжки до 7-8 см мешкає в товщі води і часто виявляється разом з великими медузами, а основна область мешкання дорослих особин — придонні шари води на глибинах 20-550 м. Проте дослідження, виконані в останнє десятиліття, показали, що у ряді районів (наприклад, в тихоокеанських водах північних Курильських островів) ця риба досить звичайна на ділянках із складним рельєфом дна, скелястими ґрунтами і різким перепадом глибин, де нерідко виловлюється по декілька десятків і навіть сотень її екземплярів. І хоча тривалість життя запрори, на думку фахівців, досягає 13-15 років, в тралових уловах найчастіше зустрічаються трьох-семирічні розміром 25-60 см з масою тіла до 2 кг.

## Живлення
Ведучи порівняно малорухомий спосіб життя серед підводних скель і каменів, запрора живиться в основному різними медузами і їх найближчими родичами гребневиками і сифонофорами (мабуть, товста, слизова шкіра риби служить хорошим захистом при контакті з пекучими щупальцями цих кишковопорожнинних тварин), що, очевидно, дозволяє їй уникати харчової конкуренції з порівняно численними тут окунями, терпугами і деякими іншими рибами. Характерно, що якщо дрібних медуз запрора заковтує цілком, то у великих, вона своїм відносно великим кінцевим ротом, з різальними однорядними зубами на щелепах, відкушує лише краї парасольок.